# Lebanese Basketball League 2023-2024
La Lebanese Basketball League 2023-2024, è stata la 28ª edizione del massimo campionato libanese di pallacanestro maschile.
Alla stagione avrebbero dovuto prendere parte 12 squadre, con l'Antonine ed il Mayrouba come neopromosse dalla Seconda Divisione. Tuttavia, prima dell'inizio della stagione, sia il Dynamo Club che i Leaders Club, annunciarono il loro ritiro dalla competizione a causa di problemi finanziari; quindi il numero di squadre per la stagione 2023-2024 è stato ridotto a 10.

## Squadre partecipanti
| Squadra          | Città           | Pallazetto                               | Capacità | Allenatore     |
| ---------------- | --------------- | ---------------------------------------- | -------- | -------------- |
| Al-Riyadi Beirut | Beirut (Manara) | Saeb Salam Arena (Manara)                | 2,500    | Ahmad Farran   |
| Antranik Y.A.    | Antelias        | AGBU Demirdjian Center (Naccache)        | 2,000    | Georges Akiki  |
| Antonine         | Baabda          | Antonine Arena (Baabda)                  | 1,000    | Ralf Akl       |
| Beirut Club      | Beirut (Chiyah) | Chiyah Stadium (Chiyah)                  | 2,000    | Joe Ghattas    |
| CS Maristes      | Dik El Mehdi    | Champville School Stadium (Dik El Mehdi) | 750      | Sabah Khoury   |
| Homenetmen       | Mezher          | Homentmen Mezher (Mezher)                | 1,000    | Joe Moujaes    |
| Hoops Club       | Jdeideh         | Rockland Arena (Bourj El Barajne)        | 1,750    | Ziad el Natour |
| Mayrouba         | Mayrouba        | Nouhad Naufal Stadium (Zouk Mikael)      | 6,000    | Paul Coughter  |
| NSA Club         | Jounieh         | Fouad Chehab Stadium (Jounieh)           | 1,230    | George Khoury  |
| Sagesse          | Ghazir          | Antoine Choueiri Stadium (Ghazir)        | 5,000    | Jad El Hajj    |

## Stagione regolare

### Classifica
Aggiornata al maggio 2024.
|  | Pos. | Squadra          | PT | G  | V  | P  | PF   | PS   | Dif  |
|  | ---- | ---------------- | -- | -- | -- | -- | ---- | ---- | ---- |
|  | 1.   | Al-Riyadi Beirut | 33 | 18 | 15 | 3  | 1679 | 1387 | +292 |
|  | 2.   | Beirut Club      | 31 | 18 | 13 | 5  | 1670 | 1531 | +139 |
|  | 3.   | Sagesse          | 31 | 18 | 13 | 5  | 1501 | 1370 | +131 |
|  | 4.   | CS Maristes      | 30 | 18 | 12 | 6  | 1500 | 1478 | +22  |
|  | 5.   | Homenetmen       | 30 | 18 | 12 | 6  | 1603 | 1507 | +96  |
|  | 6.   | Antranik Y.A.    | 26 | 18 | 8  | 10 | 1438 | 1493 | -55  |
|  | 7.   | Antonine         | 26 | 18 | 8  | 10 | 1429 | 1505 | -76  |
|  | 8.   | NSA Club         | 23 | 18 | 5  | 13 | 1378 | 1575 | -197 |
|  | 9.   | Hoops Club       | 21 | 18 | 3  | 15 | 1376 | 1523 | -156 |
|  | 10.  | Mayrouba         | 19 | 18 | 1  | 17 | 1360 | 1556 | -196 |

Legenda:
      Ammesse ai playoff scudetto.

## Tabellone Play-off
Ai play-off per l'assegnazione del titolo nazionale hanno preso parte le squadre che si sono classificate nei primi otto posti della stagione regolare. Le serie dei quarti si sono giocate al miglio delle tre partite, quelle delle semifinale al meglio delle cinque partite, mentre la finalissima per il titolo si è giocata al meglio delle sette parite
|  | Quarti di finale | Quarti di finale | Quarti di finale | Quarti di finale | Quarti di finale | Quarti di finale | Quarti di finale |  |  | Semifinali | Semifinali       | Semifinali | Semifinali | Semifinali | Semifinali | Semifinali |    |    | Finale | Finale           | Finale | Finale | Finale | Finale | Finale |  |
|  |                  |                  |                  |                  |                  |                  |                  |  |  |            |                  |            |            |            |            |            |    |    |        |                  |        |        |        |        |        |  |
|  | 1                | Al-Riyadi Beirut | 87               | 103              | –                | –                | –                |  |  |            |                  |            |            |            |            |            |    |    |        |                  |        |        |        |        |        |  |
|  | 8                | NSA Club         | 69               | 73               | –                | –                | –                |  |  | 1          | Al-Riyadi Beirut | 107        | 102        | 98         | –          | –          |    |    |        |                  |        |        |        |        |        |  |
|  | 4                | CS Maristes      | 85               | 75               | –                | –                | –                |  |  | 5          | Homenetmen       | 88         | 86         | 90         | –          | –          |    |    |        |                  |        |        |        |        |        |  |
|  | 5                | Homenetmen       | 93               | 84               | –                | –                | –                |  |  |            |                  |            |            |            |            |            |    |    | 1      | Al-Riyadi Beirut | 104    | 84     | 111    | 90     | 113    |  |
|  | 3                | Sagesse          | 114              | 103              | –                | –                | –                |  |  |            |                  | 3          | Sagesse    | 58         | 85         | 78         | 78 | 97 |        |                  |        |        |        |        |        |  |
|  | 6                | Antranik Y.A.    | 79               | 70               | –                | –                | –                |  |  | 3          | Sagesse          | 97         | 101        | 107        | 80         | –          |    |    |        |                  |        |        |        |        |        |  |
|  | 2                | Beirut Club      | 98               | 87               | –                | –                | –                |  |  | 2          | Beirut Club      | 92         | 105        | 90         | 76         | –          |    |    |        |                  |        |        |        |        |        |  |
|  | 7                | Antonine         | 65               | 71               | –                | –                | –                |  |  |            |                  |            |            |            |            |            |    |    |        |                  |        |        |        |        |        |  |

## Premi stagionali
| Premio                      | Giocatore         | Squadra          | Fonte |
| --------------------------- | ----------------- | ---------------- | ----- |
| MVP                         | Elmedin Kikanović | Al-Riyadi Beirut | [ 4 ] |
| MVP Finali                  | Jonathon Simmons  | Al-Riyadi Beirut | [ 4 ] |
| Guardia dell'Anno           | Wael Arakji       | Al-Riyadi Beirut | [ 4 ] |
| Ala dell'Anno               | DeWayne Jackson   | Homenetmen       | [ 4 ] |
| Centro dell'Anno            | Elmedin Kikanović | Al-Riyadi Beirut | [ 4 ] |
| Miglior Difensore           | Calvin Godfrey    | NSA Club         | [ 4 ] |
| Miglior giocatore libanese  | Wael Arakji       | Al-Riyadi Beirut | [ 4 ] |
| Miglior giocatore straniero | Elmedin Kikanović | Al-Riyadi Beirut | [ 4 ] |
| Top Scorer                  | Javion Blake      | CS Maristes      | [ 4 ] |
| Miglior allenatore          | Ahmad Farran      | Al-Riyadi Beirut | [ 4 ] |

| Primo quintetto stagionale | Primo quintetto stagionale |
| -------------------------- | -------------------------- |
| Wael Arakji                | Al-Riyadi Beirut           |
| Dar Tucker                 | Beirut Club                |
| Sergio El Darwich          | Beirut Club                |
| DeWayne Jackson            | Homenetmen                 |
| Elmedin Kikanović          | Al-Riyadi Beirut           |

| Secondo quintetto stagionale | Secondo quintetto stagionale |
| ---------------------------- | ---------------------------- |
| Ali Mezher                   | Beirut Club                  |
| Manny Harris                 | Al-Riyadi Beirut             |
| Jonathan Gibson              | Sagesse                      |
| Javion Blake                 | CS Maristes                  |
| Gerard Hadidian              | Homenetmen                   |